# Ioska Versari
Ioska Versari (Roma, 17 aprile 1976) è un attore e chitarrista italiano.

## Biografia
Debutta sul grande schermo come attore bambino nel 1987 dove recita nel film La famiglia con regia di Ettore Scola (dove interpreta Giulio, Massimo Dapporto, da piccolo) e nello stesso anno in Da grande, regia di Franco Amurri (dove interpreta Marco, Renato Pozzetto, da piccolo). Apparve anche in alcuni spot pubblicitari, della Barilla, con Luigi Uzzo, in cui veste i panni di un piccolo tifoso della Roma nel 1986, nel 1985 della Biscotti Colussi e della Succhi G poi nel 1988 dell'Ariel.
Nel 2001 appare in una breve scena iniziale del film Amici Ahrarara dei Fichi d'India. Dal 2005 suona come chitarrista nella band indie rock Rumori dal Fondo.
Nel 2006 prende parte ad un episodio de I Cesaroni, mentre l'anno seguente viene invitato da Carlo Conti come ospite ad una puntata de I migliori anni.
Negli anni la carriera musicale, partita nel 1997 come chitarrista del cantautore romano Mauro Di Maggio, ha preso completamente il sopravvento su quella cinematografica e televisiva. Dopo aver suonato come chitarrista in numerose formazioni romane e italiane ed aver suonato in alcune delle trasmissioni musicali italiane principali (Scalo 76, Coca Cola Summer Festival - con Giusy Ferreri).
Nel 2004 incide il primo e unico disco da solista L'ebbrezza oltre (C.N.I. Compagnia, Nuove Indye, 2004).
Nel 2006, insieme a Francesco Tosoni,  scrive musiche originali e adatta composizioni tratte dalla Tosca di Puccini per la Compagnia dei Danzatori Scalzi di Patrizia Cerroni.
Progettista del suono e producer per Sony Music/Warner, dal 2017 è il producer di Mara Maionchi durante la trasmissione X Factor.
È docente del Tour Music Fest.

## Filmografia

### Cinema
- La famiglia, regia di Ettore Scola (1987)
- Da grande, regia di Franco Amurri (1987)
- Non più di uno, regia di Berto Pelosso (1990)
- Amici ahrarara, regia di Franco Amurri (2001)

### Televisione
- Atto d'amore – film TV (1986)
- Una donna a Venezia – miniserie TV, 4 episodi (1986)
- Uomo contro uomo – film TV (1987)
- I Cesaroni – serie TV, episodio 1x13 (2006)
- Carabinieri – serie TV, episodio 5x17 (2006)

## Pubblicità
- Succhi G (1984-1985)
- Biscotti Colussi (1985)
- Barilla (1986)
- Ariel (1988)

## Discografia
- Ioska Mezal Project - L'ebbrezza oltre (C.N.I. Compagnia Nuove Indye, 2004)
- Kustrell - Brand New Dog (EP, Artist First, 2015)
- Kustrell - Crave Me (Single, Artist First, 2016)

## Produzioni artistiche
- Martino Corti - C'era una svolta, Monologhi Pop vol.2 (Cimice Records, 2014)
- Emanuele Corvaglia - Al primo appuntamento (co-produzione con Umberto Jervolino, Non ho l'età - Believe Digital, 2015)
- Andrea Radice - Lascia che sia (XF11, Sony Music Entertainment Italy, 2017)
- Leo Gassman - Piume (XF12, Sony Music Entertainment Italy, 2018)
- Lorenzo Licitra - Sai che ti ho pensato sempre (Sony Music Entertainment Italy, 2019)
- Meazza - STRxxxZO (I.V., distribuzione Artist First, 2020)

## Collaborazioni
- Kitchen Machine feat. Kustrell -  Party (single, Artist First, 2016)